# Universidade de Santiago de Compostela

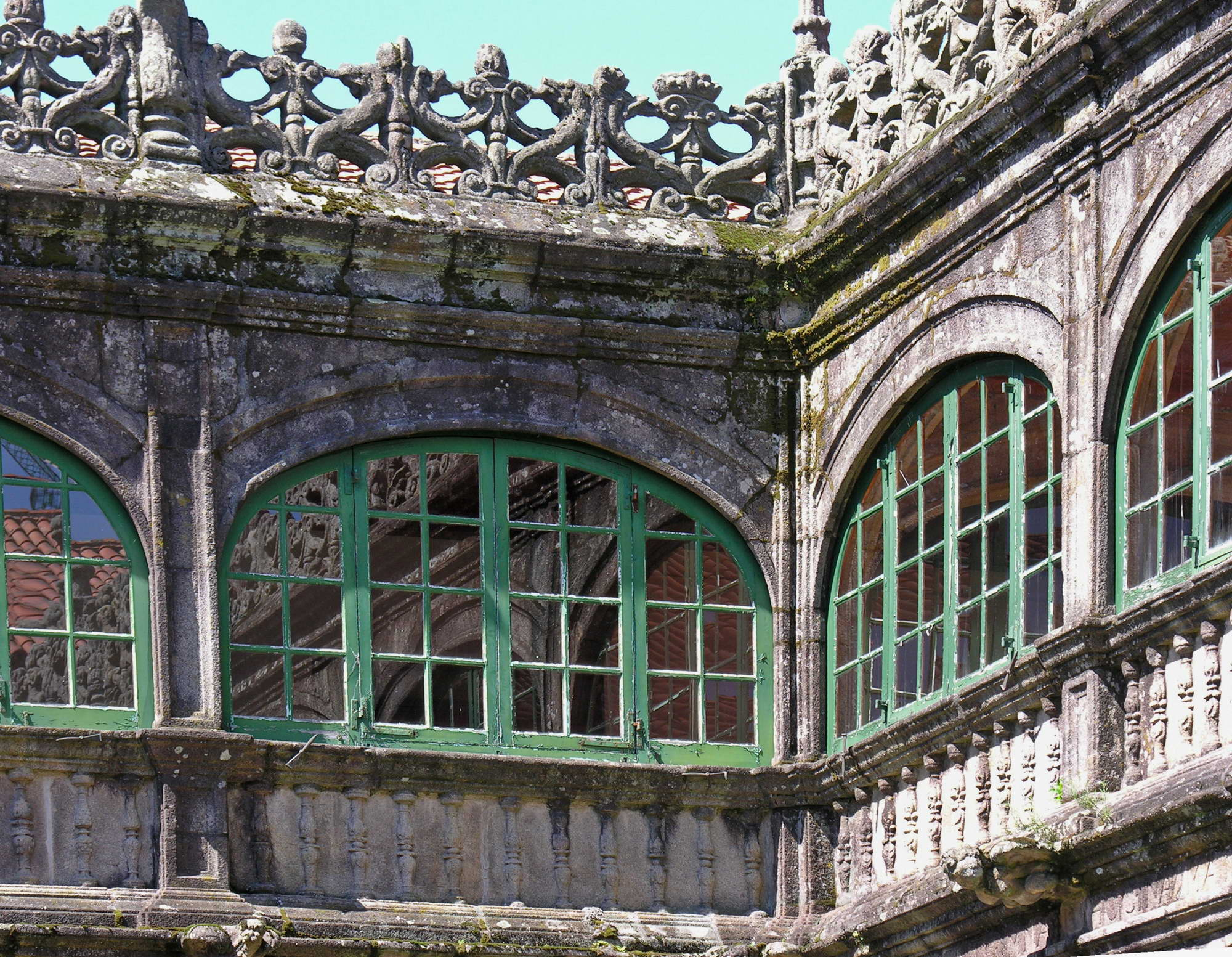
Interiör i Fonseca College

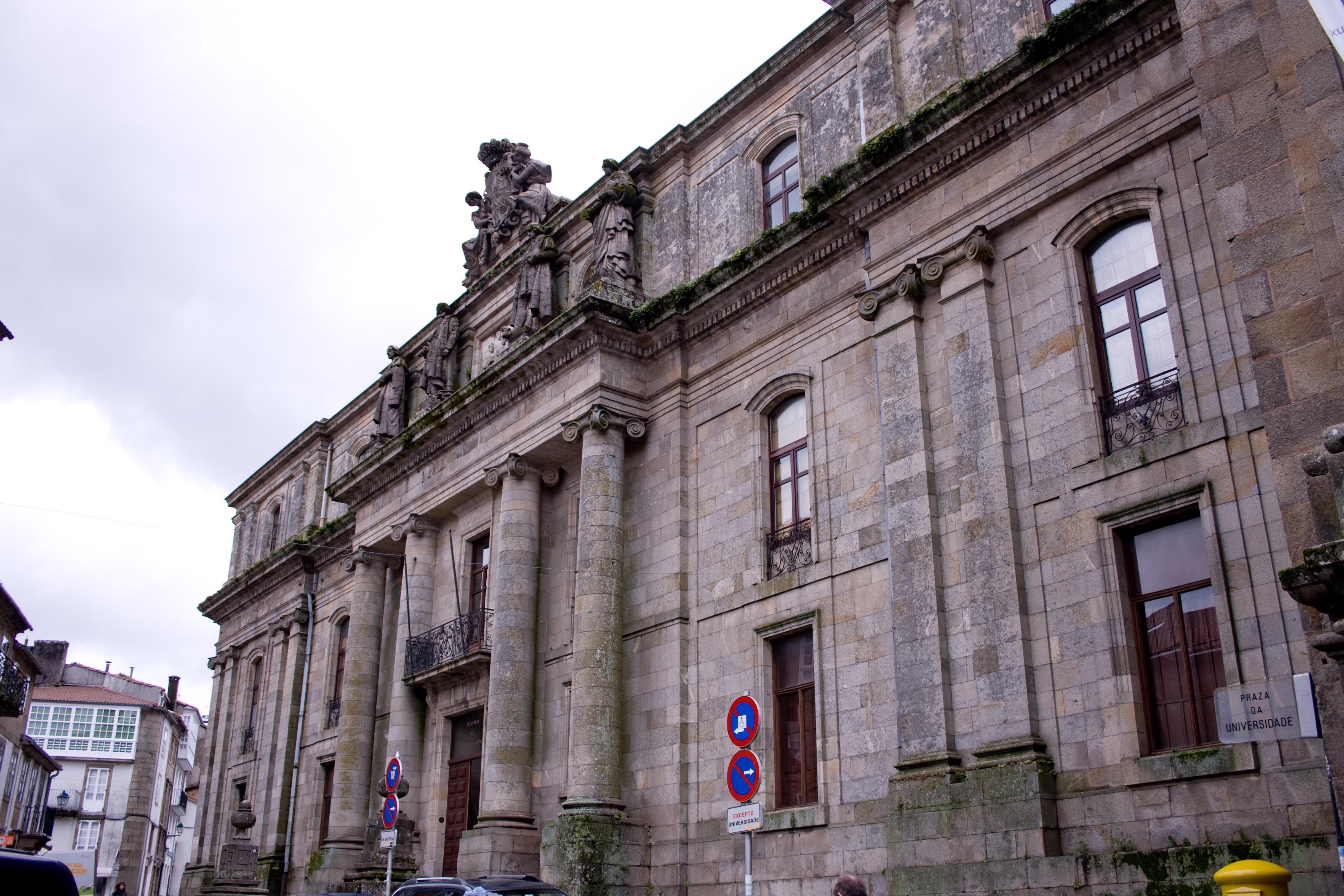
Byggnaden för geografi och historia

Universidade de Santiago de Compostela grundades 1495 av López Gómez de Mazoa som en "grammatisk skola" för de fattiga i klostret San Paio de Antealtares. År 1504 godkände påven Julius II grundandet av ett universitet i Santiago, varefter en påvlig bulla utfärdades av påven Clemens VII 1526. År 1555 hjälpte kardinalen Juan Álvarez de Toledo till att befria universitetet från en hård teologisk agenda, varefter universitetet utvecklades inom andra områden, inklusive de då nya naturvetenskapliga ämnena.
Under 1700-talet förändrades universitetets ställning, efter det att de katolska kyrkoordnarnas kontroll upphörde samtidigt som den spanska kungens inflytande stärktes. Universitetet övertog Jesuitordens byggnader i Santiago efter det att jesuiterna fördrivits 1767 av Karl III. 
Universitetet har två campus i Santiago de Compostela och ett i Lugo.